# Chrysso wangi
Chrysso wangi là một loài nhện trong họ Theridiidae.
Loài này thuộc chi Chrysso. Chrysso wangi được Chuandian Zhu miêu tả năm 1998.